# Зал самоубийц
«Зал самоубийц» (пол. Sala samobójców; англ. Suicide room) — польский фильм 2011 года, снятый режиссёром Яном Комасой. Международная премьера ленты состоялась на Берлинском МКФ 12 февраля 2011 года, а с 4 марта фильм стал демонстрироваться в кинотеатрах Польши.

## Сюжет
Фильм начинается с песни «Двойник», показывая нам жизнь Доминика и его семьи. У его родителей очень успешная карьера и они не имеют никакой связи со своим сыном. Доминик популярен в своей школе, однако, из-за богатства родителей, он несколько испорчен. Однажды в школе, его друзья натыкаются на видео, где неизвестная девушка режет себе руки. Позже Доминик в одиночестве досматривает его и оставляет комментарий.
Во время веселья на выпускном, одна девушка признается в бисексуальной ориентации (Марина Шмакова). Она соглашается поцеловаться с другой девушкой, чтобы развлечь остальных. Однако она готова сделать это лишь при том условии, что Доминик поцелует своего друга — Алекса. Видео с поцелуем парней выложили в социальную сеть и друзья дразнили им Доминика в течение нескольких дней. Он соглашается на эту игру, периодически в шутку «флиртуя» с Алексом. Позже, на практике дзюдо, парней поставили в пару и во время драки Доминик оказывается под своим другом. В ходе борьбы, которая следует, у Доминика случается момент эякуляции. Это событие тут же оказывается в социальной сети, что неимоверно злит Доминика.
В ответ на его комментарий под видео с самоповреждением, незнакомка предложила ему присоединиться к ней в социальной 3D игре. Он встречает Сильвию, которая, как оказывается, режет себя и носит маску, на сайте «Зал Самоубийц». Там же члены компании смотрят видео, где люди убивают себя. Между Домиником и Сильвией возникает связь, он начинает пропускать школу, чтобы подольше пообщаться с ней.
Доминик с семьёй едут на очередную оперу, где они пытаются свести его с дочерью министра. Парень настаивает на том, что он гей, и в доказательство целует одного из мужских бюстов в лобби. Родители сердятся на Доминика и заставляют его пойти в школу. Он возвращается домой и видит ролик, где участвуют теневые фигуры (названные в честь Доминика и Алекса), которые принимают участие в различных гомосексуальных актах. Из-за видео Доминик теряет над собой контроль и начинает кричать на всю комнату.
Сильвия издевается над Домиником из-за того, что видео его расстроило; она говорит, что он всего лишь не такой как все, что он лучше остальных и должен заставить всех бояться его. Доминик полностью изменяет свой стиль, склоняясь к эмо субкультуре. Он также крадёт пистолет из сейфа отца и берёт его в школу. Когда Алекс и несколько его друзей хотят подойти к нему, он паникует и бежит к такси. Однако, рассказывая об этой ситуации Сильвии, он утверждает, что сумел испугать своего друга и ситуация была под контролем. Он возвращается к «Залу Самоубийц», где узнает, что Сильвия не выходила из своей комнаты на протяжении трех лет. Доминик закрывается в комнате на десять дней, отказываясь от еды и проводя свободное время разговаривая с Сильвией. Его выходка осталась незамеченной его родителями, поскольку те были слишком заняты работой, также они вступают в сексуальные отношения с коллегами. В конце концов их экономка вызывает полицию, которые вскрывают дверь в спальню Доминика. Они находят его в луже собственной крови рядом с разбитым стеклом. Он отправляется в больницу и вскоре его переводят в психиатрическое отделение, где оставляют на три дня. Его родители приезжают туда, чтобы забрать его домой, утверждая, что с ним все в порядке и ему нужно готовиться к выпускным экзаменам. Врач, однако, отказывает им и спрашивает Доминика, хочет ли он поговорить с родителями. Он качает головой и уходит в палату.
Когда Доминик возвращается домой и заходит в «Зал Самоубийц», он слышит разговор участников о планах на самоубийство, которые они отказываются обсуждать с ним. Услышав, что родители Доминика заставляют его поговорить с психиатром, Сильвия снова вступает с ним в диалог. Она рассказывает ему красивую историю любви, которая заканчивается тем, что парень и девушка убили себя таблетками и алкоголем. Она объясняет Доминику, что хочет умереть именно так, и просит достать у врача таблетки.
По просьбе психиатра, родители Доминика пишут ему письмо и подсовывают конверт в комнату под дверью. Он читает письмо Сильвии, которая находит это смешным. Затем он рвет письмо. Родители решают, что этот врач не сможет помочь их сыну до выпускных экзаменов, поэтому они требуют имя психолога, который мог бы выписать Доминику лекарства. Когда новый врач разговаривает с Домиником, Сильвия диктует ему ответы, чтобы психиатр выписала ему нужные таблетки. Он говорит то, что она просит, но добавляет, что никто не должен так умирать, надеясь достучаться до девушки.
В тот момент, когда Доминик и Сильвия договариваются, где встретиться, чтобы он отдал ей таблетки, отец Доминика отключает интернет и они не успевают прийти к какому-либо согласию. Доминик паникует и бьет в дверь, крича, что убьёт родителей, если они немедленно не включат интернет. Его мать пытается подключить провода, но отец физически останавливает её. Доминик вырывается из своей комнаты и кричит на них. Позже он рассказывает родителям о «Зале Самоубийц». Он говорит, что люди там стали для него семьёй, но родители запрещают ему вернуться.
Надеясь все таки встретиться с Сильвией, Доминик крадёт таблетки и идёт в бар, где они якобы договорились встретиться. Бармен заставляет его заказать что-нибудь и он берёт большое пиво. Позже он идёт в туалет и решает высыпать таблетки. Однако после нескольких выброшенных пригорошней, Доминик съедает одну таблетку, а затем и вовсе высыпает в рот все, что осталось в баночке, запивая это пивом. Он выходит из кабинки, видит целующуюся парочку и начинает снимать их на телефон. Затем они забирают у него телефон и начинают снимать самого Доминика, который, находясь в эйфории, пародирует то своего отца, то самого себя. Он возвращается в бар и видит там Сильвию. Они идут в середину танцпола и целуются. Впервые в фильме, Доминик счастлив.
Позже Сильвия и её знакомые разговаривают в «Зале Самоубийц» о том, что Доминик слишком давно не появлялся. Они видят аватар Доминика, который направляется к ним, и узнают, что на этот раз это его мать. Она благодарит их за то, что они поддерживали Доминика, и объявляет, что он умер. Сильвия вырывает кабель из стены и носится по комнате опрокидывая все вещи. Затем она открывает дверь и выбегает на улицу, впервые за три года. Она садится на землю и начинает плакать.
В конце нам показывают родителей Доминика, которые развелись. Они находятся на балете дочери министра, но сидят в разных местах. Кадры пьяной пары из бара и Доминика показываются вперемешку с балетом. Оказывается, что вместо того, чтобы вернуться в бар, Доминик пытался вызвать рвоту, но уже слишком поздно. Он просит позвонить его родителям. Видео, которое, как оказалось, размещено на сайте «Зала Самоубийц», заканчивается его смертью.

## Награды
В апреле 2011 года фильм получил награду FIPRESCI на Международном фестивале независимого кино «Off Plus Camera», а в июне этого же года на 36 Фестивале польских художественных фильмов лента была удостоена приза «Серебряные Львы» (второй по значимости награды кинофестиваля), а также наград за звук и костюмы.
Якуб Гершал, исполнитель главной роли в фильме, был номинирован на получение премии им. Збышека Цибульского, но в итоге получил приз зрительских симпатий. В ноябре 2011 года Гершал был удостоен старейшей польской кинонаграды «Złota Kaczka», вручаемой с 1956 года. Сам фильм «Зал самоубийц» получил эту награду в трёх категориях (лучший фильм сезона 2010-11, лучший сценарий, лучшая операторская работа).

## В ролях
| Актёр              | Роль               |
| ------------------ | ------------------ |
| Якуб Гершал        | Доминик Санторский |
| Рома Гонсёровская  | Сильвия            |
| Агата Кулеша       | Беата Санторская   |
| Кшиштоф Печиньский | Анджей Санторский  |
| Филип Бобек        | Марчин             |
| Бартош Геллнер     | Алекс Любомирский  |
| Данута Борсук      | Надя               |
| Петр Новак         | Яцек               |
| Кшиштоф Драч       | министр            |
| Александра Хамкало | Каролина Зиммер    |
| Кинга Прайс        | психиатр           |
| Анна Ильчук        | Ада                |
| Бартош Порчук      | стилист            |
| Веслав Комаса      | принципал          |
| Эвелина Пашке      | жена министра      |
| Томаш Шухардт      | телохранитель      |

## Саундтрек
Неполный список треков:
1. Adam Walicki — «Romans»
2. Kyst — «Grass So Bright»
3. Rykarda Parasol — «Baudelaire»
4. Stereo Total — «C`est la mort»
5. Jacaszek — «Innerperspective»
6. Kyst — «Climb Over»
7. Jacaszek — «Introspection»
8. Wet Fingers — «Turn Me On»
9. Billy Talent — «Nothing to Lose»
10. Jacaszek — «Introspective»
11. Blakfish — «Jeremy Kyle is a Marked Man»
12. Jacaszek — «Selfescape»
13. Jacaszek — «Inscape»
14. Kyst — «How I Want (pobierz)»
15. Jacaszek — «Selfescape»
16. Chouchou — «Sign 0»
17. Włodek Pawlik Qartet featuring Randy Brecker — «Sally with Randy»
18. Wet Fingers — «Rock with me pumpin trump»
19. Magdalena Żuk — «Mazurek op 17 nr 1 (Chopin)»
20. Rykarda Parasol — «Cherry is Gone»
21. Wolfgang Amadeus Mozart — «Piano Concerto No. 23 in A major»